# Pilquiniyeu del Limay

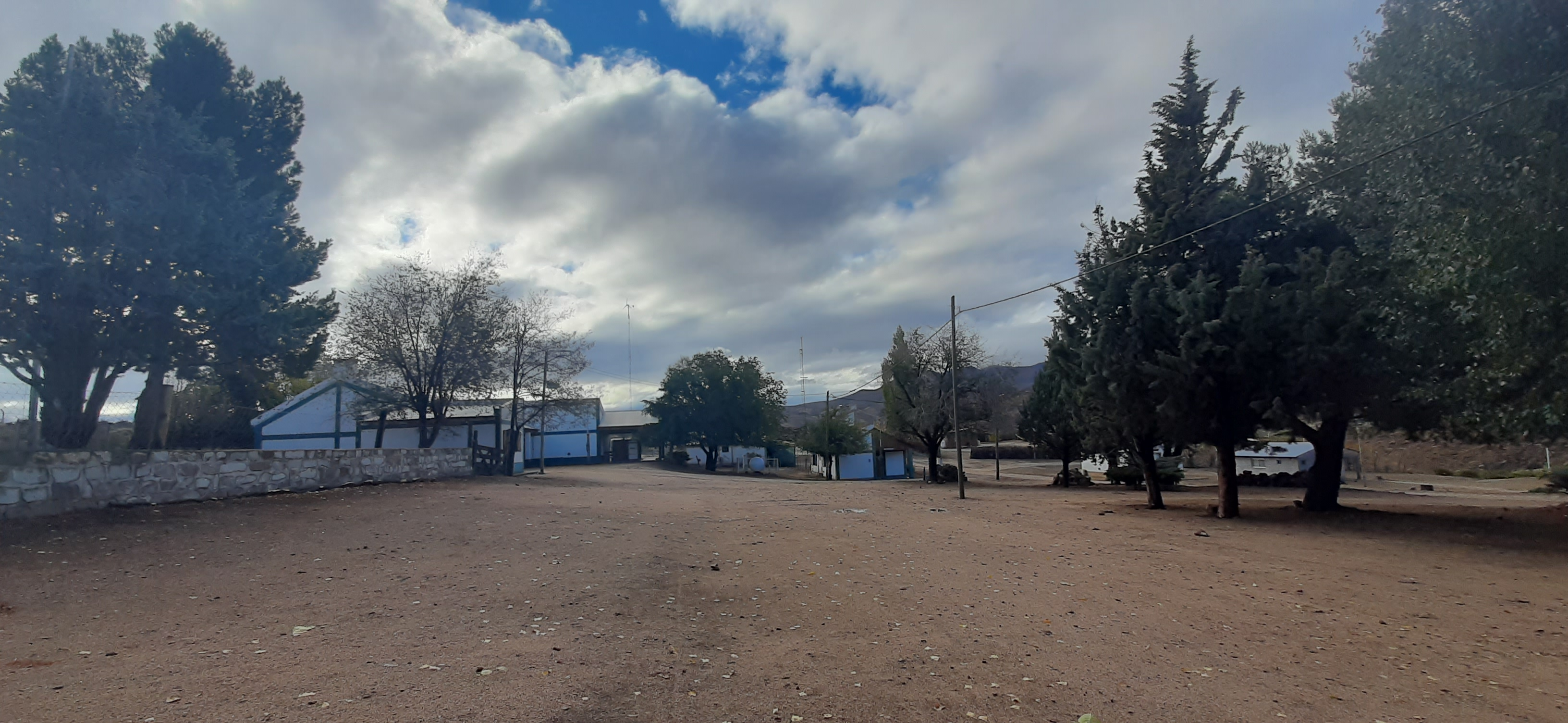
Aldea que concentra las instituciones principales (Comisión de Fomento, Escuela Hogar, Puesto de salud)

Pilquiniyeu del Limay es una localidad del Departamento Pilcaniyeu, en la provincia de Río Negro, Argentina. Está ubicado en la Línea Sur de Río Negro. Se encuentra a 110 kilómetros de la localidad de Comallo y 230 kilómetros de San Carlos de Bariloche. 

## Población
Contó con 106 habitantes (Indec, 2010), lo que representó un incremento del 73% frente a los 61 habitantes (Indec, 2001) del censo anterior.
El censo 2022 arrojó 78 viviendas con una población estable de 127 habitantes en la comisión de fomento.

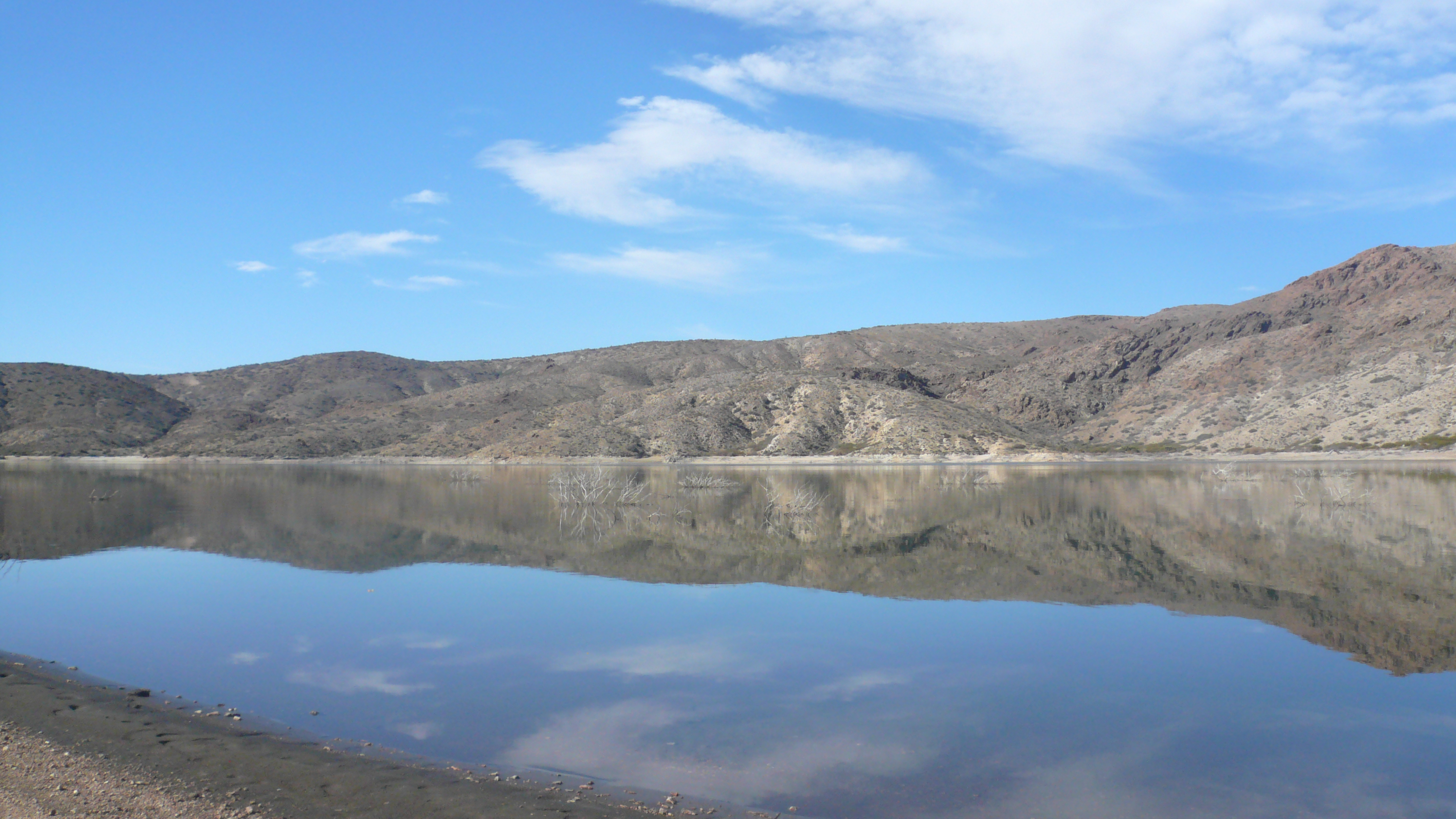
Lago artificial creado por la construcción de la represa de Piedra del Águila, donde se emplazaba antiguamente el Paraje.

## Historia
El Paraje antiguamente estaba emplazado sobre las márgenes  del Río Limay, donde hoy esta el lago artificial creado por el Embalse de Piedra del Águila. Esta represa comenzó a construirse en 1985 para mejorar el abastecimiento hidroeléctrico de la región. Pero tuvo consecuencias negativas para las comunidades que vivían en la zona afectada. 
Pilquiniyeu del Limay, es una comunidad mapuche que se dedica a la cría de ganado y la agricultura familiar, cuenta con servicios básicos de salud, mediante un puesto sanitario que depende del Hospital de Comallo, una escuela hogar de jornada completa que alberga a niñas y niños que están distantes de la aldea. También cuenta con una Comisión de fomento presidida por el Señor Huenchual Bautista, representante del partido "Juntos Somos Río Negro" desde diciembre de 2019. Respecto a los servicios de luz, gas y agua son precarios ya que no cuentan con luz las 24 horas y al igual que el servicio de agua, dependen de un motor a gas, abastecido por la secretaría de energía de la provincia. Respecto al gas, solo las casas de la aldea cuentan con garrafones sociales, el resto de la población dispersa en los campos utilizan cocinas y estufas a leña.